# 516 Arouca

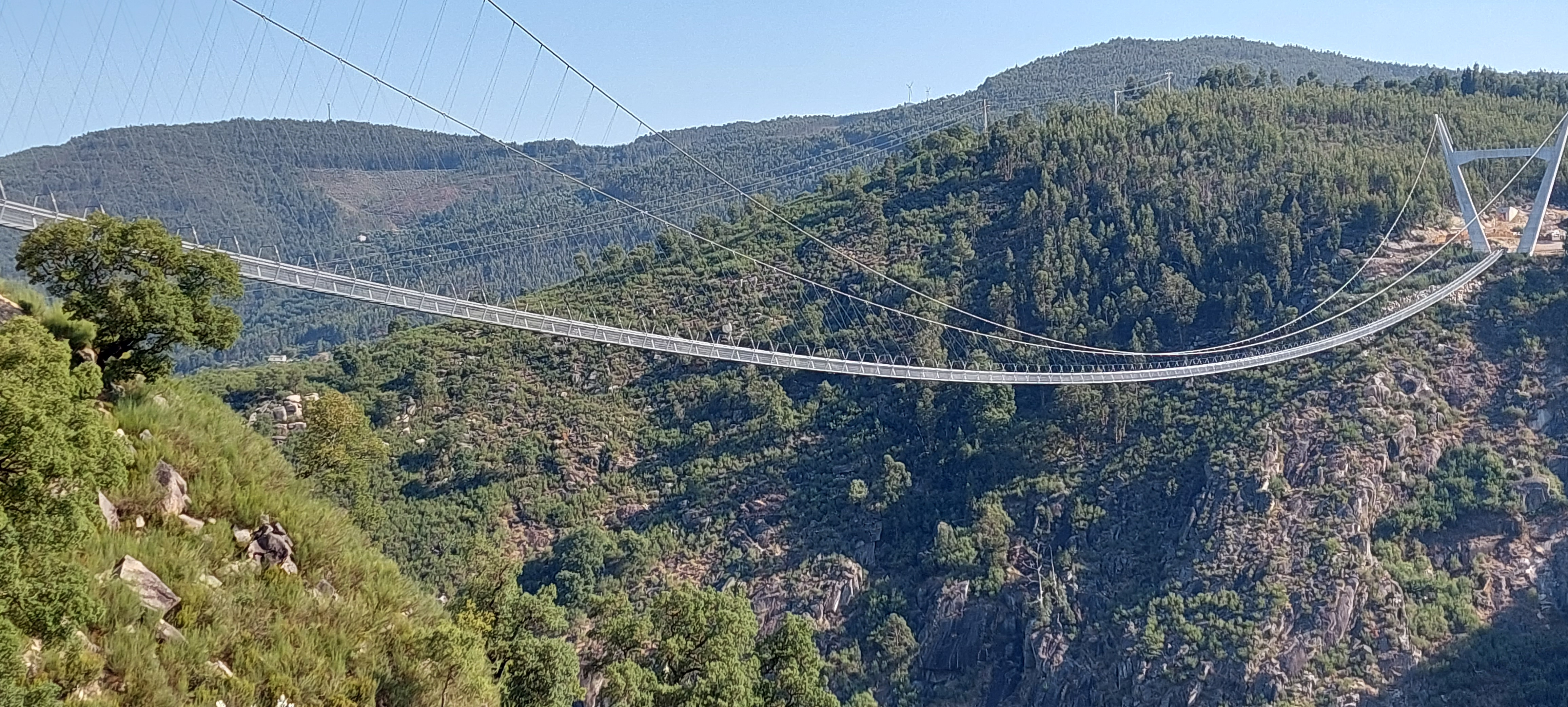
Vista panoramica del ponte

Il 516 Arouca, chiamato anche Arouca 516, è un ponte sospeso ad utilizzo pedonale situato a Arouca, nella regione del Nord e nel distretto di Aveiro in Portogallo.

## Descrizione e storia
Il ponte ha una lunghezza di 516 m. ed è sospeso un'altezza di 175 m sopra il fiume Paiva. Il nome fa riferimento alla sua lunghezza in metri (516) e al comune in cui è costruito (Arouca).
La lunghezza supera di 16 m quella del ponte sospeso Charles Kuonen inaugurato il 29 luglio 2017 e lungo 500 m che collega Grächen e Zermatt in Svizzera.
La costruzione del ponte è iniziata nel maggio 2018. Si tratta di un ponte sostenuto da due piloni in cemento a forma di V. Il ponte è stato aperto il 29 aprile 2021 ai residenti del comune e il 2 maggio 2021 al pubblico. L'accesso al ponte è possibile sia da Canelas o Alvarenga.
È stato progettato dallo studio portoghese Itecons e costruito dalla Conduril Engenharia per un costo di circa 2,3 milioni di euro.